# Károly Lotz
Pour les articles homonymes, voir Lotz.
Károly Lotz ou Karl Anton Paul Lotz, né le 16 décembre 1833 à Bad Homburg vor der Höhe et mort le 13 octobre 1904 à Budapest, est un peintre germano-hongrois.

## Biographie
Károly est le cadet de huit enfants issus de Wilhelm Christian Lotz, valet du prince Gustave de Hesse-Hombourg, et de Antonia Höfflick rencontrée en Hongrie à l'âge de 13 ans et épousée trois ans plus tard. W. C. Lotz décède et 1837 et la mère Antonia déménage la famille à Pest. 
Karl étudie au Piaristengymnasium, où, bien que Calviniste, il reçoit une bourse pour ses aptitudes exceptionnelles. Il commence sa carrière artistique sous la protection du maître de chapelle (Hofkapellmeister) Franz Seraph von Destouches, puis entre à l'académie du maître Vénitien Jacopo Marastoni (en) (1804-1860). Il est plus tard l'élève du peintre historique Henrik Weber (en) (1818-1866) à Budapest et de Carl Rahl (1812-1865) à Vienne avec lequel il travaille sur de nombreuses commandes. Il commence ensuite sa carrière, d'abord comme peintre paysagiste romantique, puis en tant que créateur de peintures murales et de fresques monumentales dans le style du maître vénitien Tiepolo. Après divers travaux à Budapest il devient actif à Vienne. Il présente des plans pour un palais grandiose et des peintures murales commandées par l'abbé de Tihany pour son église abbatiale sur le lac Balaton. Il devient connu pour ses portraits et ses nus pour lesquels sa femme et ses filles (en particulier Katarina) posent. Lotz trouve le bonheur à 58 ans lorsqu'il épouse la veuve Jacoboy, l'ex-épouse de son frère Paul Heinrich Johann décédé en 1828. Dès lors, il signe ses œuvres Károly Lotz-Jacoboy.
Il est nommé en 1882 professeur dans diverses académies d'art de Budapest, et devient en 1885 le doyen d'un département nouvellement créé pour les femmes peintres. Il est également membre honoraire de l'Académie des Arts Pictural de Vienne. 
Sa dernière commande publique d'importance est l' « Apothéose de la dynastie des Habsbourg », une fresque immense sur le plafond dans la salle des Habsbourg dans le nouveau Palais Royal de Buda, qu'il a peint en 1903 un an avant sa mort. L'« Apothéose » suivait la tradition de la peinture baroque et fut saluée par la critique. La fresque survécu aux deux guerres mondiales mais fut détruite sous le régime communiste dans les années 1950.

## Galerie

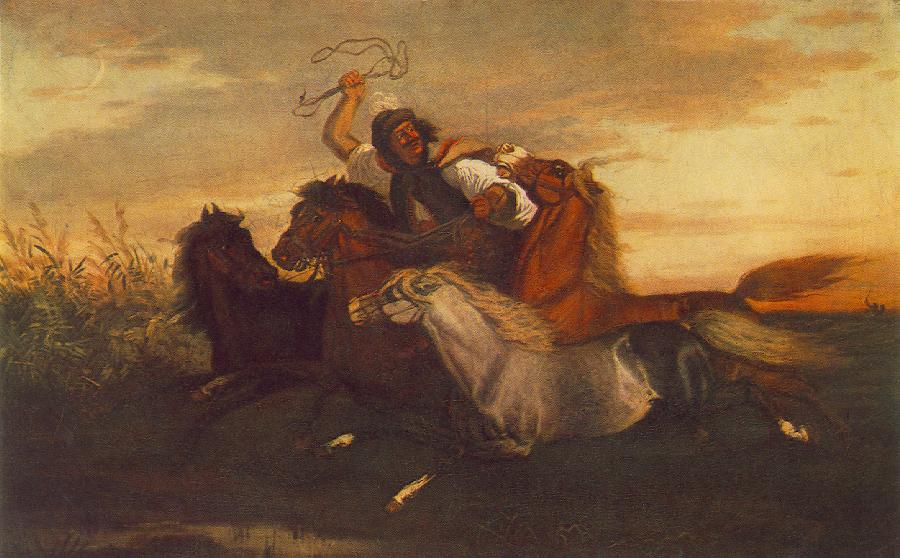
Brigand au galop (1857) (MNG)
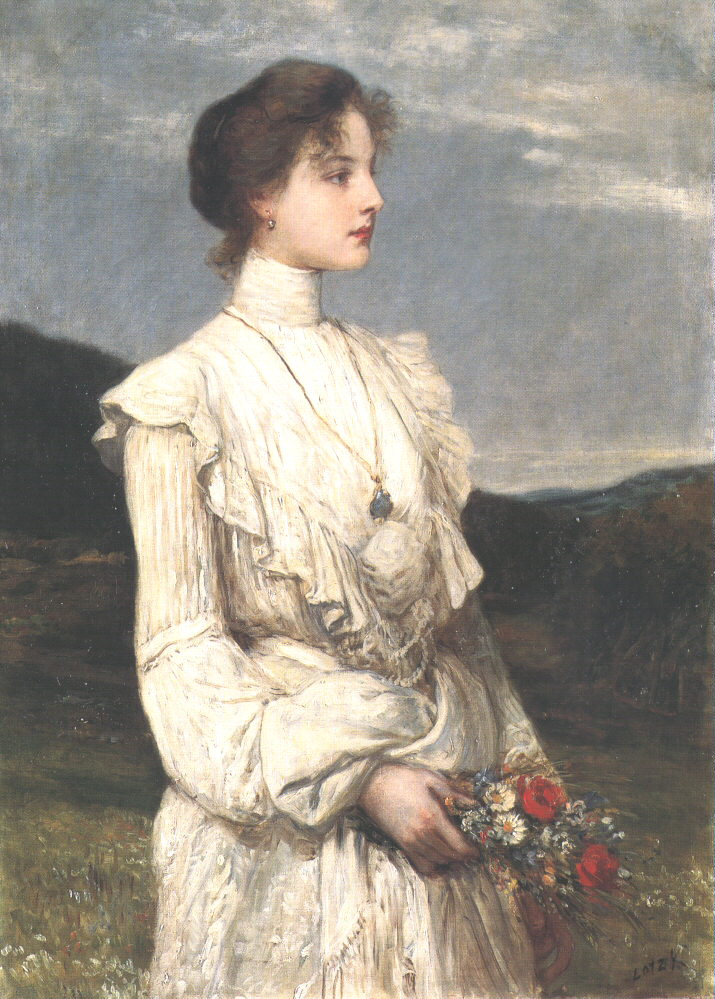
Portrait de Ilona Lippich (1894)
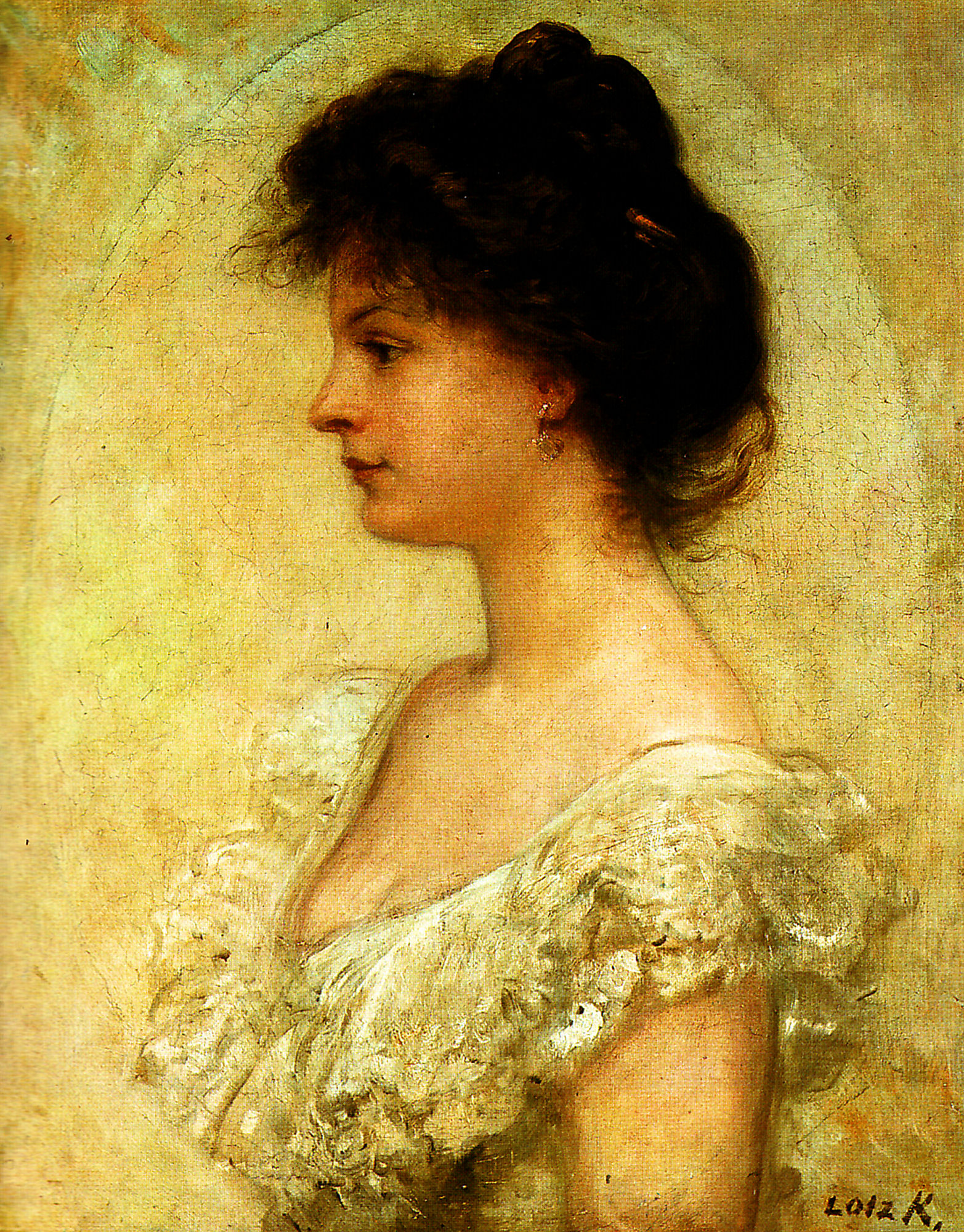
Portrait de Kornélia Lotz (1890)
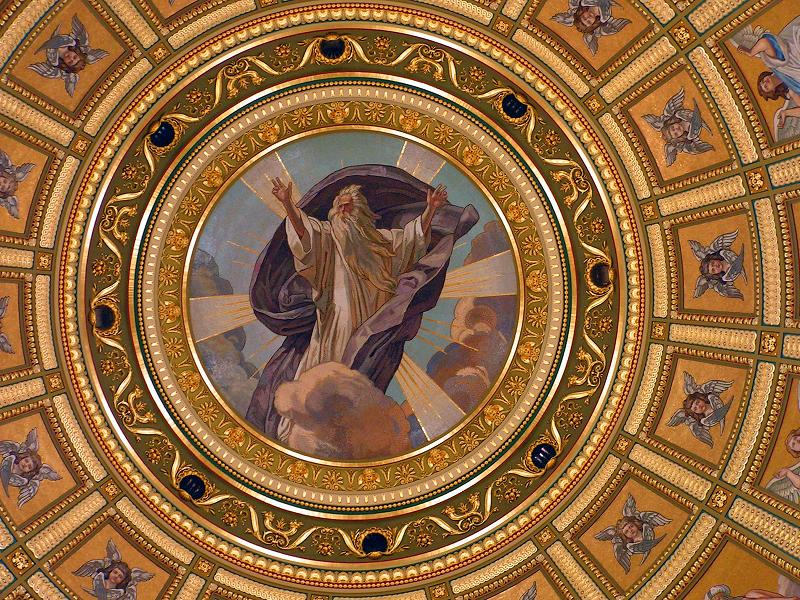
Mosaïque dans la Basilique Saint-Étienne de Pest (1904-1905)
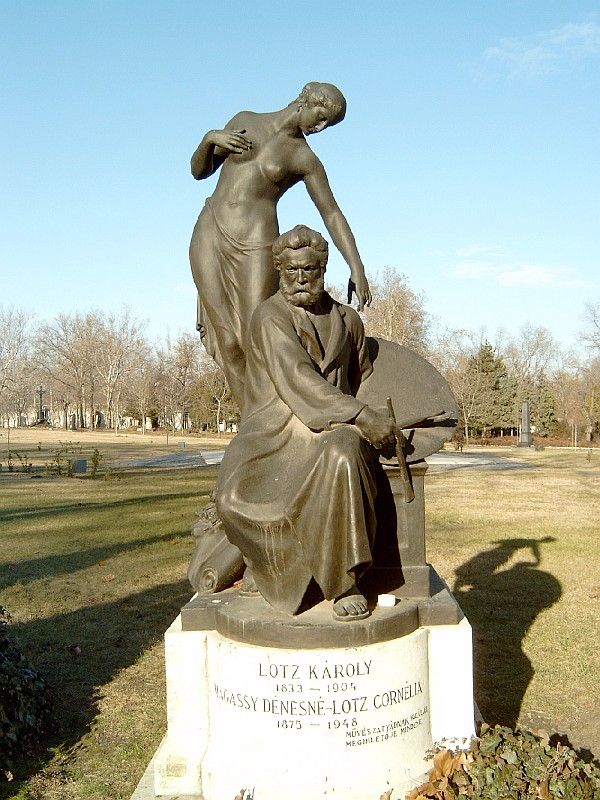
Tombe de Károly Lotz au cimetière Kerepesi de Budapest, par János Pásztor (en)
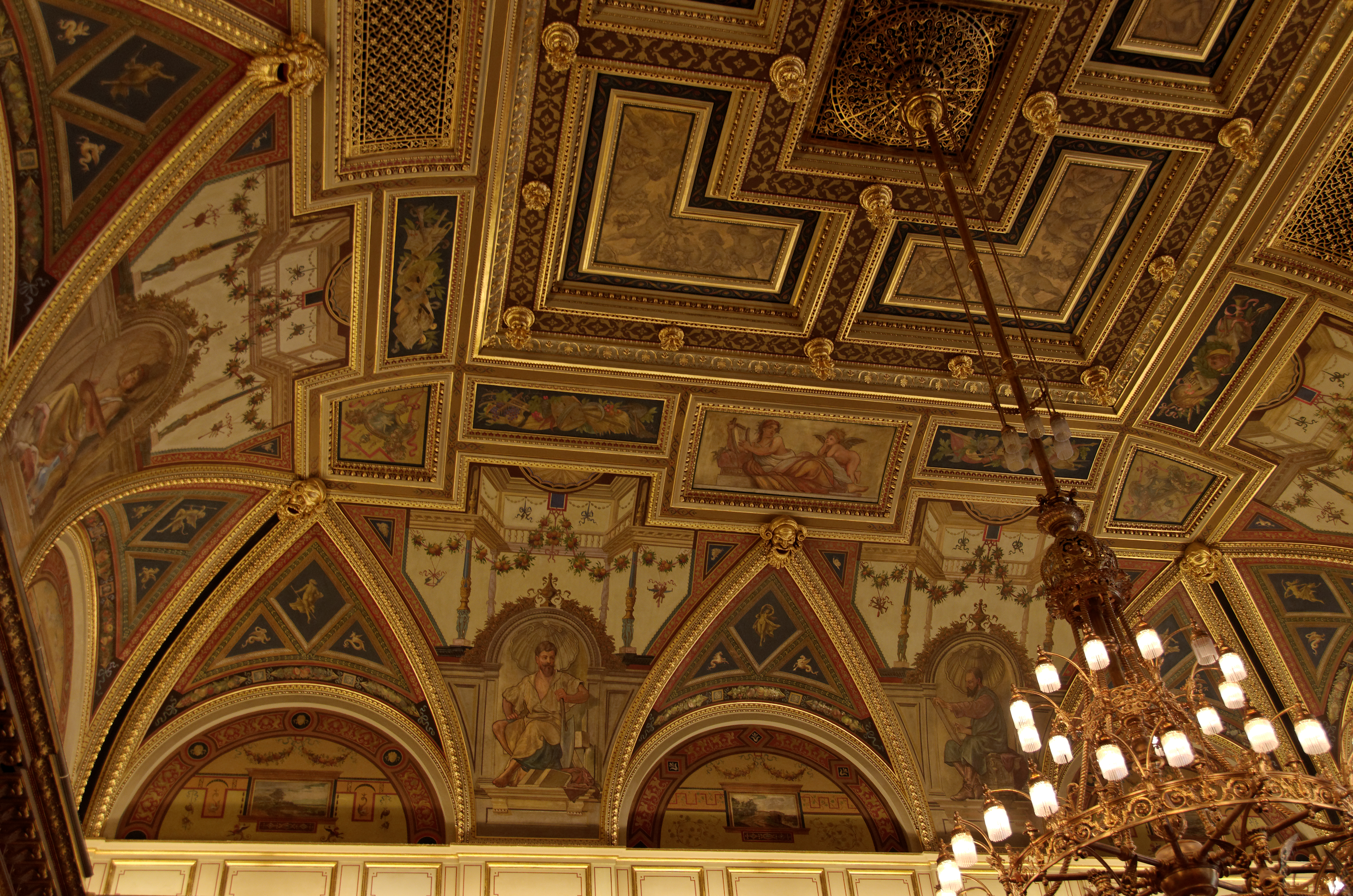
Salle Lotz du Párizsi Nagy Áruház, aujourd'hui café de la librairie du 39 avenue Andrássy, Budapest (1910)

## Littérature
- Ybl Ervin: Lotz Károly élete és művészete, Magyar Tudományos Akadémia, Budapest, 1938